# Captain Kronos: Vampire Hunter
Captain Kronos: Vampire Hunter es una película de terror escrita, producida y dirigida por Brian Clemens para  Hammer Film Productions en 1974. Está protagonizada por Horst Janson en el papel principal, junto con John Carson, Shane Briant y Caroline Munro. La música está compuesta por Laurie Johnson. 
Resulta inevitable su comparación con Blade (el personaje fabricado en 1973 por Marv Wolfman y Gene Colan para la compañía Marvel Comics).

## Sinopsis
El capitán Kronos junto con su ayudante el profesor Grost, se dedica a destruir a los vampiros.